# Geodetic Glacier
Geodetic Glacier är en glaciär i Antarktis. Den ligger i Östantarktis. Nya Zeeland gör anspråk på området. Geodetic Glacier ligger 1 017 meter över havet.
Terrängen runt Geodetic Glacier är kuperad åt sydost, men åt nordväst är den bergig. Trakten är obefolkad. Det finns inga samhällen i närheten. 